# Gjadër (Lezha)
Gjadër (albanisch auch Gjadëri) ist ein Dorf in der Zadrima in Nordalbanien. Es gehört zur Gemeinde Lezha. Rund zehn Kilometer Luftlinie nördlich von Lezha gelegen, ist es eines der sieben Dörfer in der Njësia administrative Dajç. Die Einwohnerzahl wird auf grob 500, meist ältere Personen geschätzt (2024).
Bekannt ist der Ort insbesondere für den ehemaligen Militärflugplatz Gjadër und das italienische Aufnahmezentrum für Migranten aus dem Mittelmeer, das auf dem Militärgelände 2024 erbaut wurde.

## Geographie

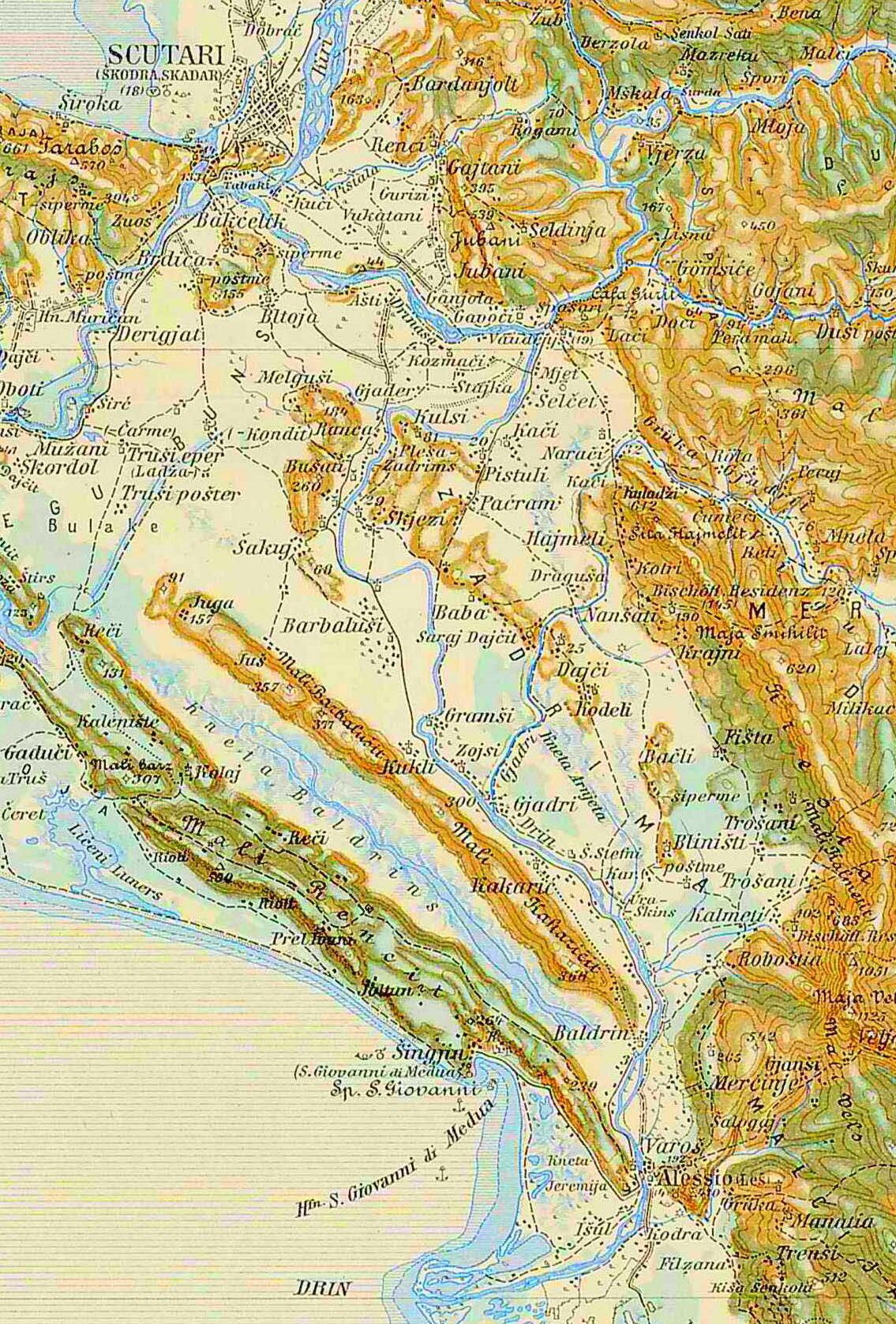
Karte der Region von 1904 mit Gjadër etwas unterhalb der Bildmitte

Das Dorf liegt am westlichen Rand der Zadrima-Ebene, vom Hügelzug Mali i Kakarriqit (392 m ü. A.) nur durch den Alten Drin getrennt. Beim Ort mündet der Fluss Gjadër in den Drin.
Bis in die Mitte des 19. Jahrhunderts flossen alle Wassermassen des Drin, des größten albanischen Flusses, an Gjadër vorbei. Danach hat sich der Fluss einen neuen Lauf gesucht, und nur noch geringe Wassermengen fließen nach Süden durch die Zadrima. Der Alte Drin dient bis zur Mündung des Gjadër vor allem der Entwässerung der Ebene.:18 f
Das nur wenige Meter über Meeresspiegel gelegene Dorf wird, wie die ganze ehemalige Komuna Dajç, regelmäßig überschwemmt.:36 ff
In der Ebene östlich von Gjadër liegen die Pisten des Flugplatzes. Rund 1,4 Kilometer südwestlich der Hauptpiste befindet sich eine unterirdische Flugzeugkaverne im Hügelzug des Mali i Kakarriqit. Lange Rollbahnen verbinden die Pisten mit der Kaverne – sie führen teilweise quer durch das Dorf mit Wohnhäusern zu beiden Seiten.
Jenseits des Flugplatzes verläuft die Schnellstraße Lezha–Shkodra (SH1). Sie dient seit ihrem Bau im Jahr 2000 als wichtigster Zubringer nach Gjadër. Früher war die Rruga shtetërore SH29 eine der wichtigsten Straßen nach Shkodra. Sie verlief dem Westufer des Drin entlang und umging so die sumpfige Ebene. Da sie im Bereich der Kavernen aber Militärgelände passierte, wurde sie durch das Dorf umgeleitet. Und da ein Kreuzen mit den Rollbahnen unvermeidlich war, verlief der Verkehr mehrheitlich durch Torovica weiter östlich auf der alten SH1.

## Geschichte
Der Dominikaner, Humanist und Astronom Gjon Gazuli aus dem 15. Jahrhundert, der in der Republik Ragusa tätig war, wurde im Jahr 1400 in Gjadër geboren.
Der Erzbischof von Bar, Marin III. Bizzi, passierte Gjadër bei einer Reise durch die Region im Jahr 1610. Er berichtet von einem Dorf mit 80 Häusern, von denen nur zwei oder drei von Türken bewohnt gewesen seien. Ansonsten seien die Bewohner „Christen“, also römisch-katholischen Glaubens. Im 17. Jahrhundert nutzten die Bewohner noch eine dem Heiligen Stefan gewidmete Kirche weiter unten am Fluss auf dem Weg nach Blinisht, einem Dorf dreieinhalb Kilometer östlich. 30 Jahre später erwähnt der Franziskaner Frang Bardhi, der aus der Region stammte, 70 Häusern mit 500 christlichen Einwohnern in Gjadër. Das Dorf bezeichnete er als „sehr reich“.
Für das 19. Jahrhundert ist Gjadër als Dorf mit Kirche und Pfarrhaus im Bistum Sapa verzeichnet. 1890 hatte das Dorf 433 Einwohner – darunter 50 Muslime. Kurz vor dem Ersten Weltkrieg unterstützte Österreich-Ungarn die Kirchgemeinde des Dorfs mit 100 Kronen pro Jahr im Rahmen des Kultusprotektorats.
1927 wird die Einwohnerzahl mit 190 angegeben, darunter fünf Muslime.

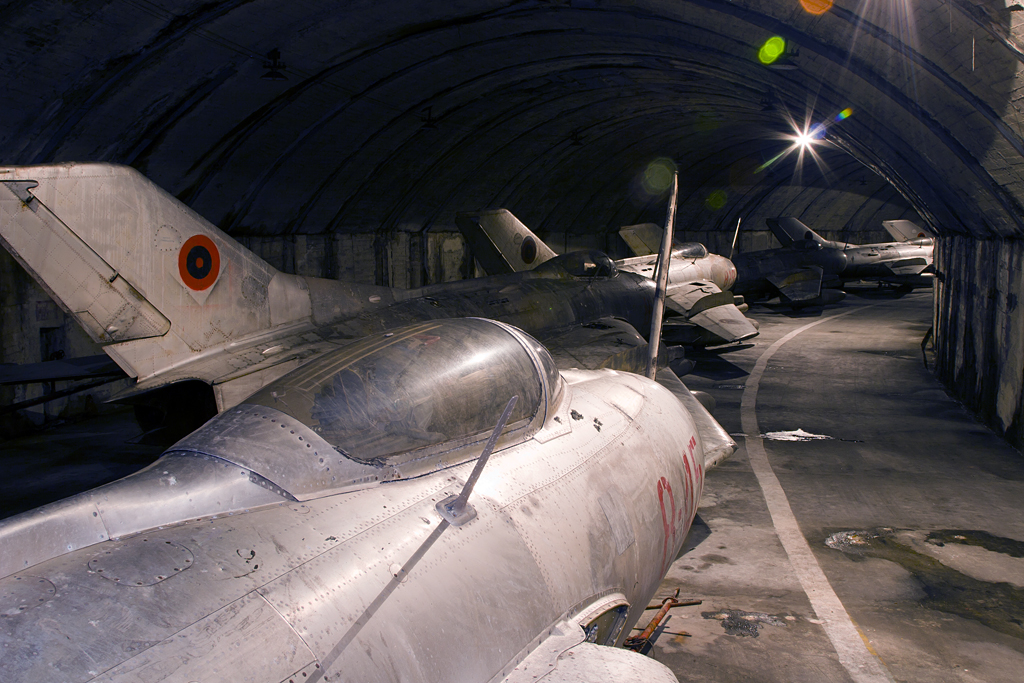
Alte Shenyang F-6 in der Flugzeugkaverne von Gjadër (2007)

In den 1950er Jahren wurde die Ebene rund um das Dorf melioriert. Zehn Jahre später wurde mit dem Bau des Militärflugplatzes auf dem nutzbar gemachten Land begonnen, der 1974 in Betrieb genommen wurde, um den nordalbanischen Flugraum zu verteidigen. Bis zu 46 Flugzeuge waren dort stationiert. Die albanische Luftwaffe nutzte die Basis mindestens bis 1993. In den darauffolgenden Jahren nutzten wiederholt die Amerikaner das Areal.
Bei der Volkszählung 2001 wurde in Gjadër 1221 Einwohner registriert, rund ein Drittel weniger als 1989. Die Verwaltungseinheit Dajç, zu der Gjadër gehört, hat seit 2001 die Hälfte der Einwohner verloren. Allein zwischen 2011 und 2023 sind ein Drittel der Bevölkerung abgewandert – eine Entwicklung, die in Gjadër wohl ähnlich verlief. 
2023 schlossen Italien und Albanien ein Abkommen, dass Migranten, die von italienischen Schiffen aus dem Mittelmeer gerettet werden, nach Albanien verbracht werden, bis ihre Asylanträge von Italien bearbeitet sind. Zu ihrer Unterbringung, nachdem sie im Hafen von Shëngjin registriert worden sind, ist ein Lager auf dem ehemaligen Militärgelände vorgesehen. Bis zu 3000 Flüchtlinge sollen entweder in seit Jahrzehnten leerstehenden Gebäuden der Luftwaffenbasis oder entlang der Piste untergebracht werden. Im Oktober 2024 eröffnete das italienische Innenministerium das Aufnahmezentrum und das Abschiebegefängnis.